# Ланьчжоуский военный округ

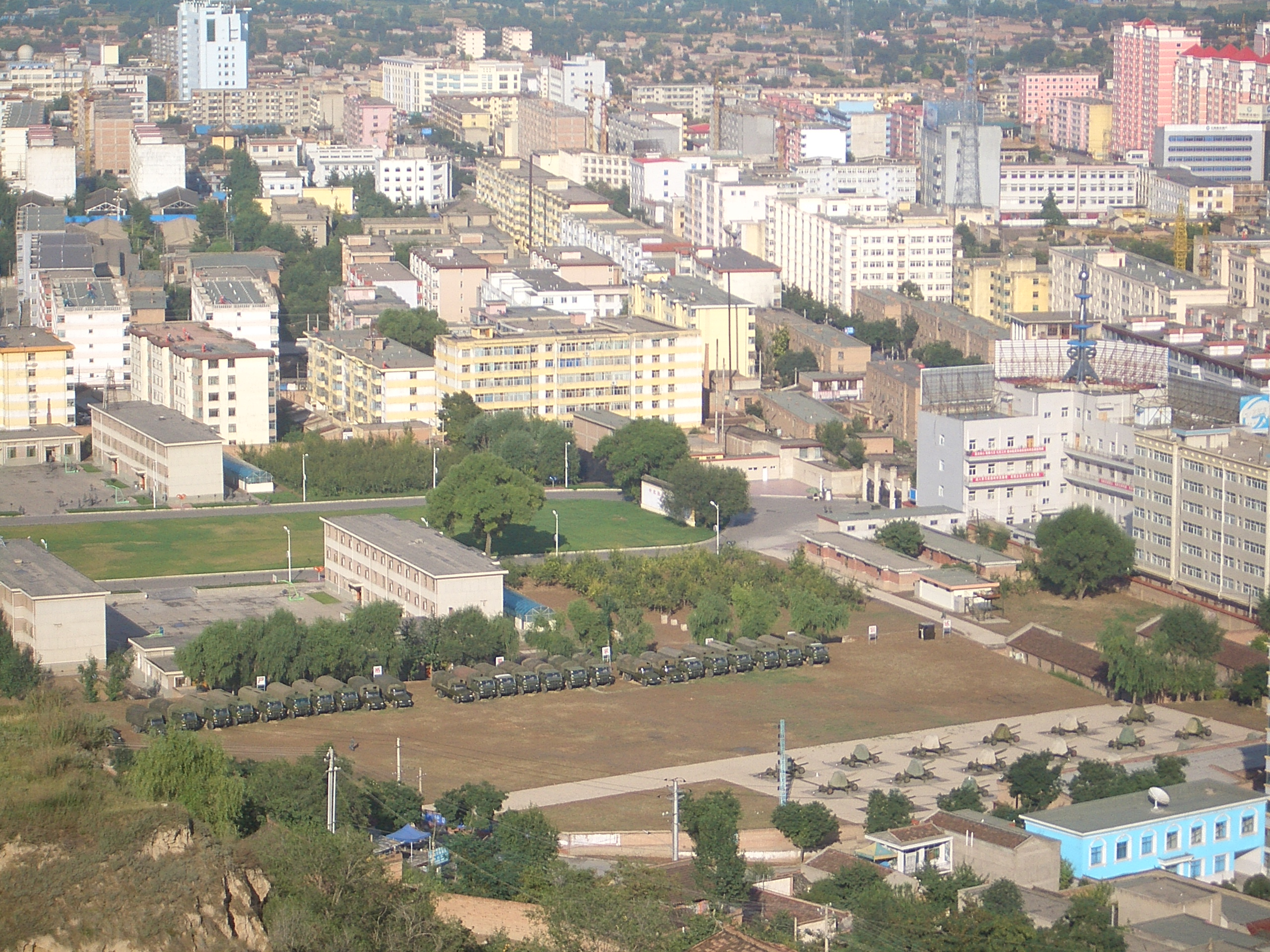
Гарнизон в г. Линься

Ланьчжоуский военный округ — один из семи бывших военных округов в КНР. Он управлял всеми армейскими силами и военной полицией в СУАР, Цинхай, Ганьсу, НХАР и Шэньси. Область Али в Северном Тибете также включена в военный округ. С северо-запада округ граничит с Монголией, Республикой Алтай (Россия) и с Казахстаном.
1 февраля 2016 года округ расформирован. Воинские части вошли в состав новообразованного Западного военного округа. Синьцзянский военный район сохранился и перешёл в состав ЗВО.

## Состав
В округе насчитывается 220 000 военнослужащих,
- 1 танковая дивизия,
- 2 мотострелковых дивизии,
- 1 артиллерийская дивизия,
- 1 танковая бригада,
- 2 мотострелковых бригады,
- 1 артиллерийская бригада,
- 1 бригада ПВО,
- 1 противотанковое подразделение.

В округе дислоцировалось 2 общевойсковые армии (21-я в Баоцзи и 47-я в Линьтуне (Lintong)), 2 подразделения военной полиции (7-е и 63-е). Известно ещё одно формирование меньшего размера, включавшее 12 танковую дивизию ('Подразделение 84701') в Ганьсу.
Округ также включал Синьцзянский военный район (4-я, 6-я и 8-я пехотные дивизии, 11-я горная дивизия).

## Высшие офицеры
- Ван Гуошен (командующий), с июля 2007 года
- Ли Чанцай (комиссар), с сентября 2007 года[4]